# Neodora tambillaria
Neodora tambillaria är en fjärilsart som beskrevs av Charles Oberthür 1881. Neodora tambillaria ingår i släktet Neodora och familjen mätare. Inga underarter finns listade i Catalogue of Life.